# Liste der Baudenkmäler in Salurn
Die Liste der Baudenkmäler in Salurn (italienisch Salorno) enthält die 48 als Baudenkmäler ausgewiesenen Objekte auf dem Gebiet der Gemeinde Salurn in Südtirol.
Basis ist das im Internet einsehbare offizielle Verzeichnis der Baudenkmäler in Südtirol. Dabei kann es sich beispielsweise um Sakralbauten, Wohnhäuser, Bauernhöfe und Adelsansitze handeln. Die Reihenfolge in dieser Liste orientiert sich an der Bezeichnung, alternativ ist sie auch nach der Adresse oder dem Datum der Unterschutzstellung sortierbar.

## Liste
| Foto |                 | Bezeichnung                                                   | Standort                                                         | Eintragung                   | Beschreibung                                                                               | Metadaten                                                           |
| ---- | --------------- | ------------------------------------------------------------- | ---------------------------------------------------------------- | ---------------------------- | ------------------------------------------------------------------------------------------ | ------------------------------------------------------------------- |
| ja   | Datei hochladen | Alter Schießstand ID: 16871                                   | 46° 14′ 16″ N, 11° 12′ 33″ O                                     | 16. Juni 1975 (BLR-LAB 2907) | Schießstand                                                                                | KG: Salurn Bauparzelle: 50                                          |
| ja   | Datei hochladen | Benefiziatenhaus ID: 16873                                    | 46° 14′ 16″ N, 11° 12′ 31″ O                                     | 16. Juni 1975 (BLR-LAB 2907) | Widum/Kanonikerhaus                                                                        | KG: Salurn Bauparzelle: 55/1                                        |
| ja   | Datei hochladen | Crozzol ID: 50535                                             | 46° 15′ 31″ N, 11° 14′ 50″ O                                     | 10. Mai 2010 (BLR-LAB 777)   | Ländliches Wohnhaus/Bauernhof                                                              | KG: Salurn Bauparzelle: 268, 269, 270, 271                          |
| BW   | Datei hochladen | Dornach ID: 16893                                             | 46° 14′ 29″ N, 11° 13′ 41″ O                                     | 3. Mai 1989 (BLR-LAB 2450)   | Ansitz                                                                                     | KG: Salurn Bauparzelle: 165/1, 165/2, 165/3, 165/4                  |
| ja   | Datei hochladen | Ehemaliger Gasthof Schwarzer Adler ID: 50551                  | 46° 14′ 27″ N, 11° 12′ 35″ O                                     | 25. Juli 2011 (BLR-LAB 1132) | Gasthaus                                                                                   | KG: Salurn Bauparzelle: 128/1                                       |
| ja   | Datei hochladen | Garibaldistraße 13 ID: 16860                                  | Garibaldistraße 13 46° 14′ 20″ N, 11° 12′ 49″ O                  | 16. Juni 1975 (BLR-LAB 2907) | Ansitz De Campi Städtisches Wohnhaus                                                       | KG: Salurn Bauparzelle: 4                                           |
| ja   | Datei hochladen | Gelministraße 2c-4-6 ID: 16880                                | Gelministraße 2c-4-6 46° 14′ 23″ N, 11° 12′ 37″ O                | 16. Juni 1975 (BLR-LAB 2907) | Städtisches Wohnhaus                                                                       | KG: Salurn Bauparzelle: 88/1, 88/4                                  |
| ja   | Datei hochladen | Gelministraße 9 ID: 16876                                     | Gelministraße 9 46° 14′ 25″ N, 11° 12′ 34″ O                     | 17. Jan. 1951 (MD)           | Städtisches Wohnhaus                                                                       | KG: Salurn Bauparzelle: 76                                          |
| BW   | Datei hochladen | Goethestraße 3 ID: 16864                                      | Goethestraße 3 46° 14′ 19″ N, 11° 12′ 46″ O                      | 16. Juni 1975 (BLR-LAB 2907) | Städtisches Wohnhaus                                                                       | KG: Salurn Bauparzelle: 26, 27, 28                                  |
| ja   | Datei hochladen | Goethestraße 5 ID: 16865                                      | Goethestraße 5 46° 14′ 17″ N, 11° 12′ 47″ O                      | 16. Juni 1975 (BLR-LAB 2907) | Städtisches Wohnhaus                                                                       | KG: Salurn Bauparzelle: 30                                          |
| ja   | Datei hochladen | Goethestraße 7 ID: 16866                                      | Goethestraße 7 46° 14′ 17″ N, 11° 12′ 47″ O                      | 17. Jan. 1951 (MD)           | Städtisches Wohnhaus                                                                       | KG: Salurn Bauparzelle: 33, 850                                     |
| ja   | Datei hochladen | Haderburg ID: 16901                                           | 46° 14′ 8″ N, 11° 12′ 22″ O                                      | 16. Juni 1975 (BLR-LAB 2907) | Burgruine                                                                                  | KG: Salurn Grundparzelle: 1628/1                                    |
| BW   | Datei hochladen | Haus am Titschen ID: 16872                                    | 46° 14′ 14″ N, 11° 12′ 35″ O                                     | 3. Mai 1989 (BLR-LAB 2450)   | Städtisches Wohnhaus                                                                       | KG: Salurn Bauparzelle: 52/1                                        |
| ja   | Datei hochladen | Hausmann ID: 16889                                            | 46° 14′ 25″ N, 11° 12′ 39″ O                                     | 17. Jan. 1951 (MD)           | Städtisches Wohnhaus                                                                       | KG: Salurn Bauparzelle: 123                                         |
| ja   | Datei hochladen | Hoffenburg ID: 16884                                          | 46° 14′ 21″ N, 11° 12′ 41″ O                                     | 17. Jan. 1951 (MD)           | Städtisches Wohnhaus                                                                       | KG: Salurn Bauparzelle: 109/1, 109/2, 109/3                         |
| ja   | Datei hochladen | Hofkeller ID: 16869                                           | 46° 14′ 14″ N, 11° 12′ 40″ O                                     | 16. Juni 1975 (BLR-LAB 2907) | Städtisches Wohnhaus                                                                       | KG: Salurn Bauparzelle: 48                                          |
| ja   | Datei hochladen | Josef-Noldin-Straße 1-3 ID: 16882                             | Josef-Noldin-Straße 1-3 46° 14′ 23″ N, 11° 12′ 41″ O             | 17. Jan. 1951 (MD)           | Städtisches Wohnhaus                                                                       | KG: Salurn Bauparzelle: 105                                         |
| ja   | Datei hochladen | Josef-Noldin-Straße 9-11 ID: 16881                            | Josef-Noldin-Straße 9-11 46° 14′ 24″ N, 11° 12′ 39″ O            | 17. Jan. 1951 (MD)           | Städtisches Wohnhaus                                                                       | KG: Salurn Bauparzelle: 100, 102                                    |
| ja   | Datei hochladen | Josef-Noldin-Straße 20 ID: 16888                              | Josef-Noldin-Straße 20 46° 14′ 24″ N, 11° 12′ 40″ O              | 16. Juni 1975 (BLR-LAB 2907) | Städtisches Wohnhaus                                                                       | KG: Salurn Bauparzelle: 121                                         |
| ja   | Datei hochladen | Kalvarienbergkapelle mit Kreuzwegstationen ID: 16899          | 46° 14′ 24″ N, 11° 13′ 22″ O                                     | 16. Juni 1975 (BLR-LAB 2907) | Kapelle                                                                                    | KG: Salurn Bauparzelle: 340, 341, 342, 343, 344, 345, 346, 347, 349 |
| ja   | Datei hochladen | Leitach in Buchholz ID: 18175                                 | 46° 15′ 27″ N, 11° 15′ 43″ O Fraktion: Buchholz                  | 30. März 1992 (BLR-LAB 1529) | Ländliches Wohnhaus/Bauernhof                                                              | KG: Salurn Bauparzelle: 248/1 Grundparzelle: 2453/1, 2542           |
| ja   | Datei hochladen | Loretokapelle ID: 16862                                       | 46° 14′ 20″ N, 11° 12′ 57″ O                                     | 16. Juni 1975 (BLR-LAB 2907) | Kapelle                                                                                    | KG: Salurn Bauparzelle: 18/1                                        |
| ja   | Datei hochladen | Loretostraße 6 ID: 16861                                      | Loretostraße 6 46° 14′ 20″ N, 11° 12′ 49″ O                      | 17. Jan. 1951 (MD)           | Ansitz Wohlgemuth zu Wendelstein Städtisches Wohnhaus                                      | KG: Salurn Bauparzelle: 10/1                                        |
| ja   | Datei hochladen | Maria Heimsuchung in der Wiese ID: 50269                      | 46° 16′ 35″ N, 11° 16′ 56″ O Fraktion: Gfrill                    | 16. Juni 1975 (BLR-LAB 2907) | Kirche                                                                                     | KG: Gfrill Bauparzelle: 41                                          |
| ja   | Datei hochladen | Murenweg 2 ID: 16877                                          | Murenweg 2 46° 14′ 24″ N, 11° 12′ 35″ O                          | 16. Juni 1975 (BLR-LAB 2907) | Städtisches Wohnhaus                                                                       | KG: Salurn Bauparzelle: 78                                          |
| ja   | Datei hochladen | Oberkerschbaum mit Maria-Schnee-Kapelle in Buchholz ID: 16897 | 46° 15′ 24″ N, 11° 15′ 29″ O Fraktion: Buchholz                  | 16. Juni 1975 (BLR-LAB 2907) | Ländliches Wohnhaus/Bauernhof                                                              | KG: Salurn Bauparzelle: 254                                         |
| ja   | Datei hochladen | Pfarrkirche St. Andreas ID: 16859                             | 46° 14′ 21″ N, 11° 12′ 47″ O                                     | 16. Juni 1975 (BLR-LAB 2907) | Kirche                                                                                     | KG: Salurn Bauparzelle: 1/1, 1/2                                    |
| ja   | Datei hochladen | Pfarrkirche St. Margareth ID: 50267                           | 46° 16′ 19″ N, 11° 17′ 0″ O Fraktion: Gfrill                     | 16. Juni 1975 (BLR-LAB 2907) | Kirche                                                                                     | KG: Gfrill Bauparzelle: 6                                           |
| ja   | Datei hochladen | Pfarrkirche St. Ursula in Buchholz ID: 16894                  | 46° 14′ 48″ N, 11° 14′ 29″ O Fraktion: Buchholz                  | 16. Juni 1975 (BLR-LAB 2907) | Kirche                                                                                     | KG: Salurn Bauparzelle: 200                                         |
| ja   | Datei hochladen | Pfarrwidum ID: 16887                                          | 46° 14′ 20″ N, 11° 12′ 43″ O                                     | 16. Juni 1975 (BLR-LAB 2907) | Widum/Kanonikerhaus                                                                        | KG: Salurn Bauparzelle: 119/1                                       |
| ja   | Datei hochladen | Rathaus ID: 16886                                             | 46° 14′ 20″ N, 11° 12′ 44″ O                                     | 16. Juni 1975 (BLR-LAB 2907) | Verwaltungsbau (ehemals Ansitz Khol)                                                       | KG: Salurn Bauparzelle: 118/1                                       |
| ja   | Datei hochladen | Romstraße 9 ID: 16890                                         | Romstraße 9-11, Trientstraße 20 46° 14′ 26″ N, 11° 12′ 34″ O     | 17. Jan. 1951 (MD)           | Städtisches Wohnhaus                                                                       | KG: Salurn Bauparzelle: 131/1, 131/3                                |
| BW   | Datei hochladen | Schlossweg 14 ID: 16867                                       | Schlossweg 14 46° 14′ 16″ N, 11° 12′ 47″ O                       | 29. Aug. 2011 (BLR-LAB 1229) | Städtisches Wohnhaus                                                                       | KG: Salurn Bauparzelle: 35                                          |
| ja   | Datei hochladen | St. Anna in Buchholz ID: 16896                                | 46° 15′ 9″ N, 11° 15′ 7″ O Fraktion: Buchholz                    | 25. Juli 1977 (BLR-LAB 4986) | Kapelle                                                                                    | KG: Salurn Bauparzelle: 236                                         |
| ja   | Datei hochladen | St. Josef am Friedhof ID: 16870                               | 46° 14′ 16″ N, 11° 12′ 36″ O                                     | 16. Juni 1975 (BLR-LAB 2907) | Kirche                                                                                     | KG: Salurn Bauparzelle: 49                                          |
| ja   | Datei hochladen | St. Karl beim Röll in Unterstein ID: 50268                    | 46° 16′ 21″ N, 11° 16′ 43″ O Fraktion: Gfrill                    | 16. Juni 1975 (BLR-LAB 2907) | Kirche                                                                                     | KG: Gfrill Bauparzelle: 12                                          |
| ja   | Datei hochladen | St.-Johannes-Nepomuk-Kirche ID: 16895                         | 46° 14′ 37″ N, 11° 13′ 39″ O                                     | 16. Juni 1975 (BLR-LAB 2907) | Kirche                                                                                     | KG: Salurn Bauparzelle: 207                                         |
| ja   | Datei hochladen | Thalhöfle ID: 50199                                           | 46° 15′ 20″ N, 11° 15′ 35″ O Fraktion: Buchholz                  | 12. Okt. 1998 (BLR-LAB 4643) | Ländliches Wohnhaus/Bauernhof                                                              | KG: Salurn Bauparzelle: 249                                         |
| ja   | Datei hochladen | Trientstraße 15 ID: 16878                                     | Trientstraße 15 46° 14′ 26″ N, 11° 12′ 35″ O                     | 17. Jan. 1951 (MD)           | Städtisches Wohnhaus                                                                       | KG: Salurn Bauparzelle: 79                                          |
| ja   | Datei hochladen | Trientstraße 19 ID: 16879                                     | Trientstraße 19-21, Gelministraße 8 46° 14′ 25″ N, 11° 12′ 35″ O | 16. Juni 1975 (BLR-LAB 2907) | Gasthaus                                                                                   | KG: Salurn Bauparzelle: 85/2                                        |
| ja   | Datei hochladen | Trientstraße 24 ID: 16891                                     | Trientstraße 24 46° 14′ 25″ N, 11° 12′ 34″ O                     | 17. Jan. 1951 (MD)           | Städtisches Wohnhaus                                                                       | KG: Salurn Bauparzelle: 132/1                                       |
| ja   | Datei hochladen | Trientstraße 36 ID: 16892                                     | Trientstraße 36 46° 14′ 24″ N, 11° 12′ 32″ O                     | 3. Mai 1989 (BLR-LAB 2450)   | Städtisches Wohnhaus                                                                       | KG: Salurn Bauparzelle: 135                                         |
| ja   | Datei hochladen | Trientstraße 42–46 ID: 16875                                  | Trientstraße 42-46 46° 14′ 23″ N, 11° 12′ 31″ O                  | 17. Jan. 1951 (MD)           | Gasthaus                                                                                   | KG: Salurn Bauparzelle: 71/1 Grundparzelle: 2802                    |
| ja   | Datei hochladen | Trientstraße 51 ID: 16874                                     | Trientstraße 51 46° 14′ 17″ N, 11° 12′ 30″ O                     | 16. Juni 1975 (BLR-LAB 2907) | Städtisches Wohnhaus                                                                       | KG: Salurn Bauparzelle: 60, 66/1, 67/1, 67/2                        |
| ja   | Datei hochladen | Verdistraße 22 ID: 16868                                      | Verdistraße 22 46° 14′ 15″ N, 11° 12′ 48″ O                      | 16. Juni 1975 (BLR-LAB 2907) | Städtisches Wohnhaus                                                                       | KG: Salurn Bauparzelle: 41                                          |
| ja   | Datei hochladen | von Gelmini ID: 16883                                         | Schillerstraße 2 46° 14′ 21″ N, 11° 12′ 38″ O                    | 17. Jan. 1951 (MD)           | Dreigeschossiger Ansitz mit Rundbogentor, steingerahmte Rechteckfenster und Erkertürmchen. | KG: Salurn Bauparzelle: 106/1, 106/2                                |
| ja   | Datei hochladen | von Liebenstein (von Anderlan) ID: 16885                      | 46° 14′ 19″ N, 11° 12′ 45″ O                                     | 16. Juni 1975 (BLR-LAB 2907) | Ansitz                                                                                     | KG: Salurn Bauparzelle: 113, 114, 115                               |
| ja   | Datei hochladen | Zößenhof mit Wirtschaftsgebäuden ID: 16863                    | 46° 14′ 18″ N, 11° 12′ 49″ O                                     | 16. Juni 1975 (BLR-LAB 2907) | Ländliches Wohnhaus/Bauernhof                                                              | KG: Salurn Bauparzelle: 23, 24/2, 24/3, 24/4, 24/5                  |

Falls bei einem Baudenkmal keine Koordinaten bekannt sind, werden ersatzweise die Katasterdaten zum Zeitpunkt der Unterschutzstellung angegeben. Diese sind weder offiziell noch zwingend aktuell.
Die vom Landesdenkmalamt übernommenen Adressen können veraltet sein.
| Foto:   | Fotografie des Denkmals. Klicken des Fotos erzeugt eine vergrößerte Ansicht. Daneben finden sich zwei Symbole: |
| ID      | Identifikator beim Südtiroler Landesdenkmalamt                                                                 |
| KG      | Katastralgemeinde                                                                                              |
| MD      | Ministerialdekret                                                                                              |
| BLR-LAB | Beschluss der Landesregierung – Landesausschussbeschluss                                                       |